# كاريل إنغليش
كان كاريل إنغليش اقتصاديًا وعالمًا سياسيًا تشيكيًا ومؤسسًا لنظرية الاقتصاد الغائي. ولد في 17 أغسطس 1880 وتوفي في 15 يونيو 1961.
كان إنجليش أول رئيس لجامعة ماساريك في برنو من عام 1919 إلى عام 1920، ومن عام 1947 إلى عام 1948 كان رئيسًا لجامعة تشارلز في براغ. شارك مع ألويس راشين مشاركة كبيرة في إصلاح العملة التشيكوسلوفاكية بعد الحرب العالمية الأولى بصفته وزيرًا للمالية. من عام 1934 إلى عام 1938، كان محافظًا للبنك الوطني في تشيكوسلوفاكيا.
في عام 2022، أصدر البنك الوطني التشيكي ورقة نقدية تذكارية تحمل صورة إنغليش، بقيمة اسمية تبلغ 100 كرونة تشيكية.